# Пигментный ретинит
 Пигментный ретинит  (RP) — наследственное, дегенеративное заболевание глаз, которое вызывает сильное ухудшение зрения и часто слепоту. Прогрессирование RP не является последовательным. Некоторые люди могут иметь симптомы с детства, другие могут заметить симптомы позднее. В общем, чем позже начало, тем быстрее ухудшение зрения.  Те, кто не имеет RP, имеют 90-градусное периферийное зрение, в то время как люди, имеющие RP, имеют периферийное зрение менее 90 градусов.
Как форма дистрофии сетчатки, RP вызвана аномалиями фоторецепторов (палочек и колбочек) или пигментного эпителия сетчатки (ПЭС), ведущими к прогрессирующей потере зрения. Пострадавшие люди могут испытывать дефектную адаптацию от светлого к тёмному, от тёмного к светлому или никталопию (ночную слепоту), в результате дегенерации периферического поля зрения (так называемое туннельное зрение). Иногда раньше теряется центральное зрение, вынуждая человека смотреть искоса на объекты.
Эффект RP лучше всего иллюстрируется сравнением с экраном телевизора или компьютера. Светящиеся пиксели, формирующие изображение на экране можно приравнять к миллионам световых рецепторов на сетчатке глаза. Чем меньше пикселей на экране, тем менее отчётливо будет отображаться изображение. Менее 10 процентов фоторецепторов в глазе способны воспринимать цвет, при высокой интенсивности света в условиях яркого освещения или дневного света. Эти рецепторы расположены в центре круга сетчатки. Остальные 90 процентов фоторецепторов получают серую шкалу при низкой интенсивности света, используются при низкой освещённости и ночном видении и расположены по периферии сетчатки. RP разрушает световые рецепторы снаружи внутрь, от центра к краю, или по спорадическим путям с соответствующим снижением эффективности зрения. Это вырождение является прогрессирующим и не имеет никакого известного лечения.

## Признаки и симптомы

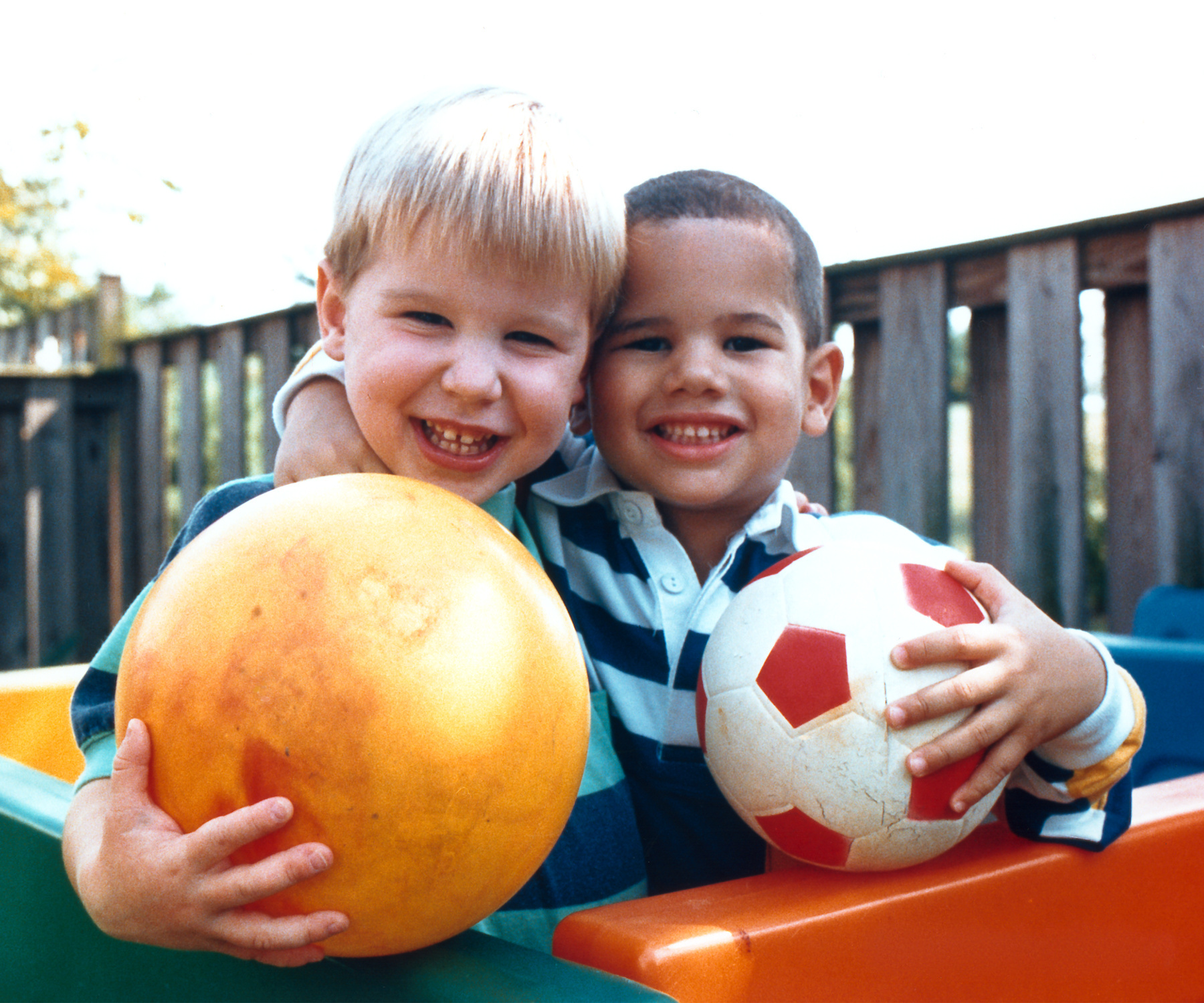
Нормальное зрение.

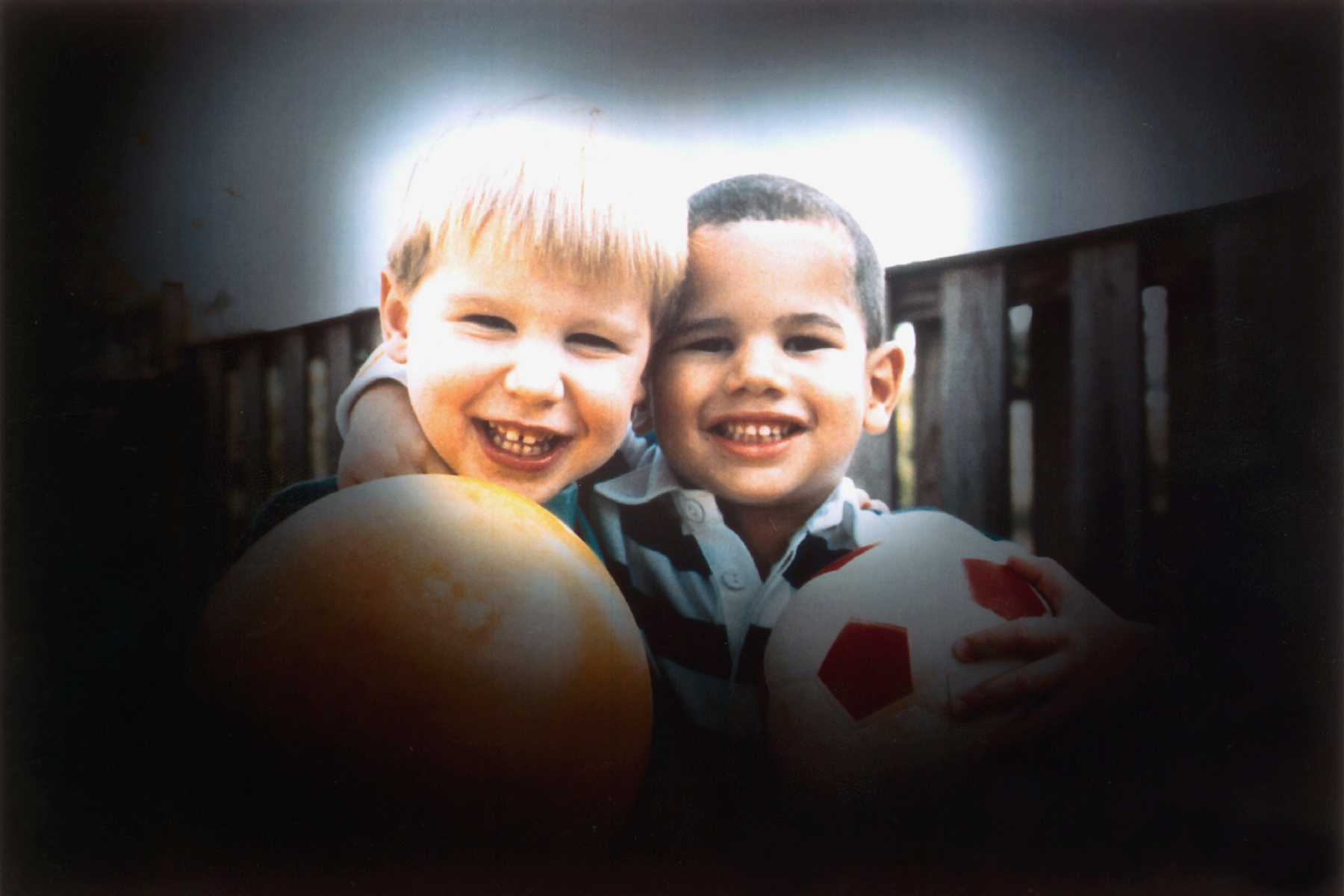
Тот же вид с туннельным зрением от пигментного ретинита. Чернота вокруг центра изображения указывает не на тьму, а на отсутствие визуальной информации.

RP характеризуется прогрессирующей потерей фоторецепторов и в конечном итоге может привести к слепоте. У людей могут возникнуть один или несколько следующих симптомов:
- Ночная слепота или никталопия;
- Туннельное зрение (отсутствует периферийное зрение);
- Периферийное зрение (отсутствует центральное зрение);
- Сеточное зрение;
- Антипатия к яркому свету;
- Медленная регулировка от темного к светлому, и наоборот;
- Нечеткость зрения;
- Плохое различение цветов;
- Крайняя усталость.

## Ассоциированные условия
RP может быть:
 (1) несиндромальной, то есть, это происходит в одиночку, без каких-либо других клинических данных,
 (2) Синдромный с другими нейросенсорными расстройствами, нарушениями развития или сложными клиническими данными, или 
(3) Вторичным к другим системным заболевания.
- RP в сочетании с глухотой (врождённой или прогрессирующей) называется синдромом Ушера.
- RP в сочетании с офтальмоплегией, дисфагией, атаксией, и пороками сердца, видимыми как митихондриальным DNA нарушением — Синдром Барде — Бидля (также известный как рваная красная волоконная миопатия)
- RP в сочетании с отсталостью, периферической невропатией, акантозными (с шипами) эритроцитами, атаксией, стеатореей, указывает на недостаток ЛПОНП, видимо из-за абеталипопротеинемии.
- RP с клинически видимым сочетанием с рядом других редких генетических заболеваний (в том числе мышечной дистрофией и хронической гранулёматозной болезнью) как часть синдрома Маклеода. Это X-хромосомный рецессивный фенотип характеризуется полным отсутствием поверхностных XK-клеточных белков, и поэтому указывает на снижение экспрессии всех красных кровяных клеток келл-антигенов. Для целей переливания эти пациенты считаются полностью несовместимы со всеми нормальными и К0 / К0 донорами.
- RP, связанные с гипогонадизмом, и задержкой развития с аутосомно-рецессивным типом наследования, по-видимому с синдромом  Лоуренс-Луна-Барде-Biedl

Другие условия включают в себя нейросифилис, токсоплазмоз ( Emedicine "Retinitis Pigmentosa") и синдром Рефсума.

## Генетика
Пигментный ретинит (RP) является одним из наиболее распространённых форм наследственной дегенерации сетчатки. Существуют различные гены, которые, будучи мутированы, способны привести к фенотипу пигментного ретинита. В 1989, мутаций в гене родопсина, пигмент, который играет существенную роль в визуальной фототрансдукции в условиях низкой освещённости, выявлено не было. С тех пор, более 100 мутаций были обнаружены в этом гене, что составляет 15% от всех видов дегенерации сетчатки. Большинство из этих мутаций миссенс-мутации и наследуются в основном в доминирующей манере.
Типы включают в себя:
| OMIM   | Ген      | Тип                                                                                      |
| ------ | -------- | ---------------------------------------------------------------------------------------- |
| 180100 | RP1      | Пигментный ретинит-1                                                                     |
| 312600 | RP2      | Пигментный ретинит-2                                                                     |
| 300029 | RPGR     | Пигментный ретинит-3                                                                     |
| 608133 | PRPH2    | Пигментный ретинит-7                                                                     |
| 180104 | RP9      | Пигментный ретинит-9                                                                     |
| 180105 | IMPDH1   | Пигментный ретинит-10                                                                    |
| 600138 | PRPF31   | Пигментный ретинит-11                                                                    |
| 600105 | CRB1     | Пигментный ретинит-12, аутосомно-рецессивный                                             |
| 600059 | PRPF8    | Пигментный ретинит-13                                                                    |
| 600132 | TULP1    | Пигментный ретинит-14                                                                    |
| 600852 | CA4      | Пигментный ретинит-17                                                                    |
| 601414 | HPRPF3   | Пигментный ретинит-18                                                                    |
| 601718 | ABCA4    | Пигментный ретинит-19                                                                    |
| 602772 | EYS      | Пигментный ретинит-25                                                                    |
| 608380 | CERKL    | Пигментный ретинит-26                                                                    |
| 607921 | FSCN2    | Пигментный ретинит-30                                                                    |
| 609923 | TOPORS   | Пигментный ретинит-31                                                                    |
| 610359 | SNRNP200 | Пигментный ретинит 33                                                                    |
| 610282 | SEMA4A   | Пигментный ретинит-35                                                                    |
| 610599 | PRCD     | Пигментный ретинит-36                                                                    |
| 611131 | NR2E3    | Пигментный ретинит-37                                                                    |
| 268000 | MERTK    | Пигментный ретинит-38                                                                    |
| 268000 | USH2A    | Пигментный ретинит-39                                                                    |
| 612095 | PROM1    | Пигментный ретинит-41                                                                    |
| 612943 | KLHL7    | Пигментный ретинит-42                                                                    |
| 268000 | CNGB1    | Пигментный ретинит-45                                                                    |
| 613194 | BEST1    | Пигментный ретинит-50                                                                    |
| 613464 | TTC8     | Пигментный ретинит 51                                                                    |
| 613428 | C2orf71  | Пигментный ретинит 54                                                                    |
| 613575 | ARL6     | Пигментный ретинит 55                                                                    |
| 613617 | ZNF513   | Пигментный ретинит 58                                                                    |
| 613861 | DHDDS    | Пигментный ретинит 59                                                                    |
| 613194 | BEST1    | Пигментный ретинит, концентрический                                                      |
| 608133 | PRPH2    | Пигментный ретинит, дигенический                                                         |
| 613341 | LRAT     | Пигментный ретинит, ювенильный                                                           |
| 268000 | SPATA7   | Пигментный ретинит, ювенильный, аутосомно-рецессивный                                    |
| 268000 | CRX      | Пигментный ретинит, запоздалый доминирующий                                              |
| 300455 | RPGR     | Пигментный ретинит, X-хромосомный, с синореспираторной инфекцией, с глухотой или без неё |

Ген родопсина кодирует главный белок наружных сегментов фоторецепторов. Исследования показывают, что мутации в этом гене ответственны примерно за 25%  аутосомно-доминантных форм RP.
Мутации в пре-мРНК факторах сплайсинга (PRPF3, PRPF4, PRPF31, PRPF8 и SNRNP200) провоцируют сплайсосомопатии, ведущие к развитию патологии. Такие мутации вызывают нарушения в работе U4/U6-комплекса сплайсосом, либо U5-комплекса (PRPF8).
О свыше 150 мутациях,  зарегистрированных на сегодняшний день в гене опсина, связанного с RP мутацией Pro23His в интрадискальном домене белка впервые было сообщено в 1990 году. Эти мутации встречаются по всему гена опсина и распределяются по трём областям белка (внутридисковому, трансмембранному и цитоплазматическому доменам). Одной из основных биохимических причин RP в случае мутаций белка родопсина является фолдинг белка и молекулярные шапероны. Было обнаружено, что мутация кодона 23 в гене родопсина, в котором пролин преобразуется в гистидин, приходится наибольшая доля мутаций родопсина в Соединённых Штатах. Ряд других исследований сообщили о других мутациях, которые также коррелируют с болезнью. Эти мутации включают Thr58Arg, Pro347Leu, Pro347Ser, а также удаление Ile-255. В 2000 году сообщалось о редкой мутации в кодоне 23 вызывающей аутосомно-доминантный пигментный ретинит, в которой пролин изменялся на аланин. Тем не менее, это исследование показало, что дистрофии сетчатки, связанная с этой мутацией была характерна мягкая форма и течение. Кроме того, тем более сохранено в электроретинографии амплитуд, чем более преобладала мутация Pro23His.

## Патофизиология
Опыты на животных показывают, что пигментный эпителий неудачно фагоцитирует  потерянные палочки внешнего сегмента диска, что ведёт к накоплению мусора из палочек внешнего сегмента. У мышей с гомозиготно-рецессивной дегенеративной мутацией сетчатки палочки фоторецепторов прекращают развитие и подвергаются дегенерации до завершения созревания клеток. Также присутствует дефект цГМФ-фосфодиэстеразы; это приводит к токсичным уровням цГМФ.

## Симптомы
Пигментный ретинит (как правило, называют «RP») является заболеванием, которое характеризуется потерей светочувствительных клеток фоторецепторов, расположенных в задней части глаза, как плёнка в камере. Обычно палочки фоторецепторов (ответственные за ночное зрение) поражаются первыми, поэтому потеря ночного зрения (никталопия), является как правило, первым симптомом. Дневное зрение (при посредничестве колбочек) обычно сохраняется до поздних стадий заболевания. Пятнистость пигментного эпителия сетчатки с чёрной боне-спикулярной пигментацией (или патогномоничный симптом, как правило, указывает из пигментный ретинит. Другие глазные функции включают в себя паллор головки зрительного нерва, ослабление (истончение) сосудов сетчатки, целлофановую макулопатию, кистозный макулярный отёк и заднюю субкапсулярную катаракту.

## Диагностика
Диагноз пигментного ретинита опирается на документацию прогрессирующей потери функций клеток фоторецепторов посредством электроретинографии (ЭРГ) и визуального тестирования поля.
Режим наследования RP определяется историей семьи. По крайней мере, 35 различных генов или локусов, как известно, вызывают «несиндромальный RP» (RP, не являющийся результатом другого заболевания или частью более широкого синдрома).
ДНК-тестирование доступно на клинической основе для:
- RLBP1 (аутосомно-рецессивный, тип Bothnia RP)
- RP1 (аутосомно-доминантный, RP1)
- RHO (аутосомно-доминантный, RP4)
- RDS (аутосомно-доминантный, RP7)
- PRPF8 (аутосомно-доминантный, RP13)
- PRPF3 (аутосомно-доминантный, RP18)
- CRB1 (аутосомно-рецессивный, RP12)
- ABCA4 (аутосомно-рецессивный, RP19)
- RPE65 (аутосомно-рецессивный, RP20)

Для всех других генов (например, DHDDS), молекулярное генетическое тестирование доступно только на исследовательской основе.
RP может быть унаследован аутосомно-доминантным, аутосомно-рецессивным, или Х-хромосомым образом. Х-хромосомный RP может быть или рецессивный, затрагивающий в первую очередь только мужчин, или доминирующий, затрагивающие как мужчин, так и женщин, хотя на мужчин, как правило, более мягко влияет. Некоторые дигенические (контролируемые двумя генами) и митохондриальные формы были также описаны.
Генетическое консультирование зависит от точного диагноза, определения типа наследования в каждой семье, и результатов молекулярно-генетического тестирования.

## Лечение
В настоящее время нет лекарств от пигментного ретинита, но лечение, теперь доступно в некоторых странах. Прогрессирование заболевания может быть снижено за счёт ежедневного потребления 15000 МЕ (соответствует 4,5 мг) витамина А пальмитата у некоторых пациентов. Последние исследования показали, что правильные витаминные добавки могут отсрочить слепоту до 10 лет (за счёт снижение годовых потерь с 10%  до 8,3%) у некоторых пациентов в определённых стадиях заболевания., Получивший признание на рынке, в феврале 2011 года, протез сетчатки Argus стал первым одобренным средством для лечения этого заболевания, доступен в Германии, Франции, Италии и Великобритании. Операция протезирования здесь описана. Промежуточные результаты долгосрочных исследований 30 пациентов были опубликованы в 2012 году.
Имплантат сетчатки  Argus II также получил разрешение для экспериментального использования в США. Устройство может помочь взрослым с RP, которые потеряли способность воспринимать формы и движения, чтобы быть более мобильными и выполнять ежедневные мероприятия. В июне 2013 года 12 больниц в США объявили в ближайшее время начать консультации для пациентов с RP в рамках подготовки к запуску Argus II в том же году.

## Исследования
Лечение в будущем может включать трансплантацию сетчатки, искусственные имплантаты сетчатки, генную терапию,  стволовые клетки, пищевые добавки, и / или лекарственную терапию.
2006: Стволовые клетки: Исследователи Великобритании, работающие с мышами, пересаживали мышам стволовые клетки уже на продвинутой стадии развития, и уже программировали развитие клеток фоторецепторов мышей, которые были генетически индуцированны, чтобы имитировать человеческие условия пигментного ретинита и возрасто-зависимую дегенерацию жёлтого пятна. Эти фоторецепторы развились и сделали необходимые нервные связи в сетчатке глаза животного, ключевой шаг в восстановлении зрения. Ранее считалось, что зрелая сетчатка не имеет регенеративной способности. Это исследование может в будущем привести к использованию пересадки на людях, чтобы облегчить слепоту.
2008: Учёные Биологического научного института Осака выявили белок, названный Пикачурин, который, по их мнению, может привести к лечению пигментного ретинита 
2010: Доступная генная терапия, кажется, работает на мышах.
2010: R-Tech Ueno (японский медицинское производственное предприятие) завершает вторую фазу клинических исследований офтальмологического раствора UF-021 (название продукта Ocuseva (TM)) для пигментного ретинита.
2012: Учёные из Медицинского центра Колумбийского университета показали, на животной модели, что генная терапия и терапия индуцированных плюрипотентных стволовых клеток  могут быть жизнеспособными вариантами для лечения пигментного ретинита в будущем.
2012: Учёные из Университета Майами института глаза Баском Палмер  представили данные, показывающие защиту фоторецепторов в животной модели, когда в глаза были введены мезенцефалические астроциты нейротрофического фактора (MANF).
2014: исследование, проведённое в Университете Аликанте в Испании показали, что каннабиноиды из марихуаны могут замедлить потерю зрения в случаях пигментного ретинита.
Исследователи из Университета Беркли Калифорния,  смогли восстановить зрение слепым мышам, эксплуатируя «photoswitch», который активизирует ганглиозные клетки сетчатки в образце с повреждёнными клетками палочек и колбочек.
2019: Ученые из Офтальмологического института Вилмера, Медицинской школы Университета имени Джонса Хопкинса и компании MD 3Nacuity Pharmaceuticals объявили о  том, что исследовательский принимаемый во внутрь препарат N-ацетилцистеин (N-acetylcysteine) улучшает функционирование фоторецепторов-колбочек сетчатки глаза у пациентов с пигментным ретинитом.
2020: В обзоре научной литературы, посвященном различным методам электростимуляции в офтальмологии, сделан предварительный вывод о "возможной эффективности" (рекомендация уровня B) транскорнеальной электростимуляции при пигментном ретините.

## Известные случаи
- Деррик Морган, ямайский ска, рокстеди и регги - музыкант.
- Нил Fachie, британский паралимпийский велосипедист. [30]
- Линди Хоу, австралийский тандем-велосипедист и пловец [31]
- Джон Уэллнер, американский актёр [32]
- Стив Уинн, американский бизнес-магнат и разработчик казино в Лас-Вегасе  [33]
- Рэйчел Leahcar, австралийская певица
- Вилли Браун, бывший мэр Сан-Франциско
- Стив Лонеган, мэр Боготы, Нью-Джерси, Республиканский кандидат в Сенат США
- Аманда Своффорд, американская модель[34]
- Ричард Бернштейн, Мичиган судья Верховного суда.
- Ян Трехерн, британский фотограф.
- Мэтью Бентон, суперзвезда кабаре и владелец / управляющий директор / художественный руководитель танцоров Мэтью Бентон.
- Молли Бёрк, мотивационный спикер, блогер.
- Дженнифер Арментроут американская писательница